# Teresa May
Teresa May (* 15. Dezember 1966 in Surrey, England; gebürtig Teresa Betteridge) ist ein britisches Glamour-Model.

## Karriere
1992 spielte May unter ihrem Pseudonym Ella in Glamour-Videos der Pornografie-Website fiona-cooper.com.
1997 spielte May als Stripperin im Musikvideo zu Smack My Bitch Up der britischen Band The Prodigy.
Später zog es sie in die Schauspielerei, wo sie in den B-Movies Exterminator City und One Man and his Dog mitwirkte.
Neben Filmen erschien May auch in zahlreichen Boulevardzeitungen und Männermagazinen wie Hustler, Men Only oder Razzle.

## Trivia
Aufgrund der Namensähnlichkeit mit der britischen Premierministerin Theresa May gelangte Teresa May im Januar 2017 ungewollt in den Fokus der Öffentlichkeit, als das Weiße Haus in einem Memorandum bezüglich des Treffens von US-Präsident Donald Trump mit der Premierministerin gleich drei Mal den entscheidenden Flüchtigkeitsfehler machte.